# 協働
協働（きょうどう、英: Coproduction、英: cooperation）とは、複数の主体が、何らかの目標を共有し、ともに力を合わせて活動することをいう。コラボレーション（collaboration）、パートナーシップ（partnership）とも。

## 概要
協働の概念は、アメリカのインディアナ大学の政治学教授ヴィンセント・オストロム（Vincent Ostrom）が、ヴィクター・フクスの研究に触発されて、1977年著作Comparing Urban Service Delivery Systemsの中で主要概念として、Co-productionという用語を用いたことで生まれた。英語: Coは「共同の、共通の…」という意味をなす意味があり、これをProductionと結合させて生まれたものであり、これが協働と訳されたことで、日本語として定着した。
ヴィクター・フクスによるヴィンセント・オストロム触発
ヴィンセント・オストロム教授が、ヴィクター・フクスに触発された点は次の2点である。
まず第一点、公共サービスの生産供給側は、政府の役割とされているが、政府だけ主体となってその役割を一元的に果たしていくと、その生産性向上には限界を生じ、結果的には生産性向上は図れなくなること。
第二点は、公共サービスの生産過程には「正規の生産者＝公務員」と「消費者生産者＝公共サービスを消費する一般市民」が協力・連携することが生産的向上が図られる。

### 協働の概念
近年、この協働の概念は日本の地方自治の分野で、まちづくりの取り組みに不可欠なものとして唱えられている概念のひとつである。例えば、地域の課題解決に向けて、行政単独では解決できない問題がある場合、または市民だけでは解決できない問題などがある場合に、相互にお互いの不足を補い合い、ともに協力して課題解決に向けた取り組みをする。または、協働した方がサービス供給や行政運営上の効率が良いとされる場合に協働のまちづくりが推進される。

### 協働の主体
およそ、まちづくりにおける協働の主体は、市民である。一般的には行政と市民という表現もなされることも多い。但し、市民とは必ずしも地域住民に限定されるものではなく、NPOをはじめ、企業などの企業市民も含まれ、また、地域の一員という意味では行政もまた行政市民という名の市民である。
協働は責任と行動において相互に対等であることが不可欠であり、行政も地域の一員として、市民の目線で協働に携わることが望ましいとされる。
故に協働とは、あらゆる市民が相互に連携し主体的にまちづくりに寄与していくことが本義であるといえる。

### 協働の仕組みづくり
協働概念を構成する要素として次のことがあげられる。
目標の共有化
各主体が共有できる目標の設定。
主体間の並立・対等性の確保
協働する各主体はお互いに自主・自律性を確保し、他の主体から支配されない。
補完性の確保
目標が効率・効果的に達成されるように各主体は能力や資源を互いに補完し、相乗効果による、より大きな、そして新たな成果を生み出す。
責任の共有
複数主体の協働による目標達成活動であることから、関わる主体は成果に対してもそれ相応の責任を有する。
求同存（尊）異の原則確立
協働する主体は能力、資源、ノウハウ、規模、特技などにおいて区々であり、考え方や取り組み方も異なるが、その異なる点をお互いが尊重していけば共有目標の達成も効率的・効果的となる。

## 阪神・淡路大震災
日本では早い例としては、1970年代から神戸市などを中心に行政と市民の協働によるまちづくりが推進されたてきたが、協働の意義が改めて確認されたのが、阪神・淡路大震災であった。警察や消防機関による被災者救助が中々追いつかず、要救助者35000人のうち、27000人は市民自身により自力または隣人の力を得て救助された。この震災を契機として神戸市では地域全体の自律と連帯が不可欠であるという認識が拡がり、自助・共助・公助による防災まちづくりが推進されることとなった。即ち、市民が行政とともに地域の問題解決に向けて取り組む協働の意義が再確認され、その他の多くの市町村においても協働のまちづくりが一層波及するきっかけともなった。

## 協働のあり方
協働型の自治活動には、行政主導である場合や住民主導である場合もあるが、それぞれにおいて長短がある。最も良いとされるのは、相互推進型の協働であるといわれている。しかし、現実には本格的に協働を推進するような市町村は少ない。
近年では行政とNPOや行政と市民などとの間での協働によりまちづくりをしていこうという取り組みが盛んであり、今後、地方自治の分野において核をなす価値観のひとつとなると思われる。